# Покровское сельское поселение (Архангельская область)
Покровское сельское поселение или муниципальное образование «Покро́вское» — муниципальное образование со статусом сельского поселения в Онежском муниципальном районе Архангельской области.
Соответствует административно-территориальным единицам в Онежском районе — Тамицкому сельсовету (с центром в селе Тамица, деревнями Покровское и Кянда), Пурнемскому сельсовету (с центром в селе Пурнема, деревней Лямца) и Верхнеозерскому сельсовету (с центром в посёлке Верхнеозерский, деревней Нижмозеро и посёлком Маложма).
Административный центр — деревня Покровское. Местонахождение администрации — 164892, Архангельская область, Онежский район, с. Покровское.

## География
Покровское сельское поселение (МО «Покровское») — самое северное поселение Онежского района Архангельской области. Занимает юго-западную часть Онежского полуострова, располагаясь на восточном и северном берегах (Онежский берег) Онежской губы Белого моря. На юге Покровское сельское поселение граничит с Онежским городским поселением, на севере и востоке — с Летне-Золотицким, Лопшеньгским, Пертоминским сельскими поселениями Приморского муниципального района и городским округом Северодвинска. 
Крупнейшие реки поселения: Тамица, Кянда, Пурнема, Лямца, Воя, Маложма, Нижма, Агма, Пильема.

## История
Муниципальное образование было образовано в 2006 году.
Первоначально планировалось создать в 2004 году 4 сельских поселения: Тамицкое, Верхнеозерское, Маложемское и Пурнемское. 
С 1940 года по 1958 год северная часть поселения (от Тамицы) находилась в Беломорском районе.

## Население
| 2006  | 2010  | 2011  | 2012  | 2013  | 2014  | 2015  | 2016  | 2017  |
| ----- | ----- | ----- | ----- | ----- | ----- | ----- | ----- | ----- |
| 2479  | ↘1880 | ↘1868 | ↘1794 | ↘1785 | ↘1667 | ↘1560 | ↘1490 | ↘1450 |
| 2018  | 2019  | 2020  | 2021  | 2023  |       |       |       |       |
| ↘1425 | ↘1403 | →1403 | ↘1068 | ↘1034 |       |       |       |       |

## Состав сельского поселения
В состав сельского поселения входит 8 населённых пунктов:
- посёлок Верхнеозерский;
- деревня Кянда;
- деревня Лямца;
- посёлок Маложма;
- деревня Нижмозеро;
- посёлок Покровское;
- село Пурнема;
- село Тамица.